# 環世界
環世界（かんせかい、Umwelt）はヤーコプ・フォン・ユクスキュルが提唱した生物学の概念。環境世界とも訳される。
すべての動物はそれぞれに種特有の知覚世界をもって生きており、それを主体として行動しているという考え。ユクスキュルによれば、普遍的な時間や空間（Umgebung、「環境」）も、動物主体にとってはそれぞれ独自の時間・空間として知覚されている。動物の行動は各動物で異なる知覚と作用の結果であり、それぞれに動物に特有の意味をもってなされる。ユクスキュルは、動物主体と客体との意味を持った相互関係を自然の「生命計画」と名づけて、これらの研究の深化を呼びかけた。

## 事例
マダニというダニの一種には視覚・聴覚が存在しないが嗅覚、触覚、温度感覚がすぐれている。この生き物は森や茂みで血を吸う相手が通りかかるのを待ち構える。相手の接近は、哺乳動物が発する酪酸の匂いによって感知される。そして鋭敏な温度感覚によって動物の体温を感じ取り、温度の方向に身を投じる。うまく相手の体表に着地できたら手探りで毛の少ない皮膚を探り当て、生き血というごちそうにありつく。この生き物にとっての世界は見えるものでも聞こえるものでもなく、温度と匂いと触った感じでできているわけである。しかし血を提供する動物は、ダニの下をそう頻繁に通りかかるわけではない。マダニは長期にわたって絶食したままエサを待ち続ける必要がある。ある研究所ではダニが18年間絶食しながら生きていたという記録がある。